# Castiarina insignicollis
Castiarina insignicollis es una especie de escarabajo del género Castiarina, familia Buprestidae. Fue descrita científicamente por Blackburn en 1900.